# Peníscola

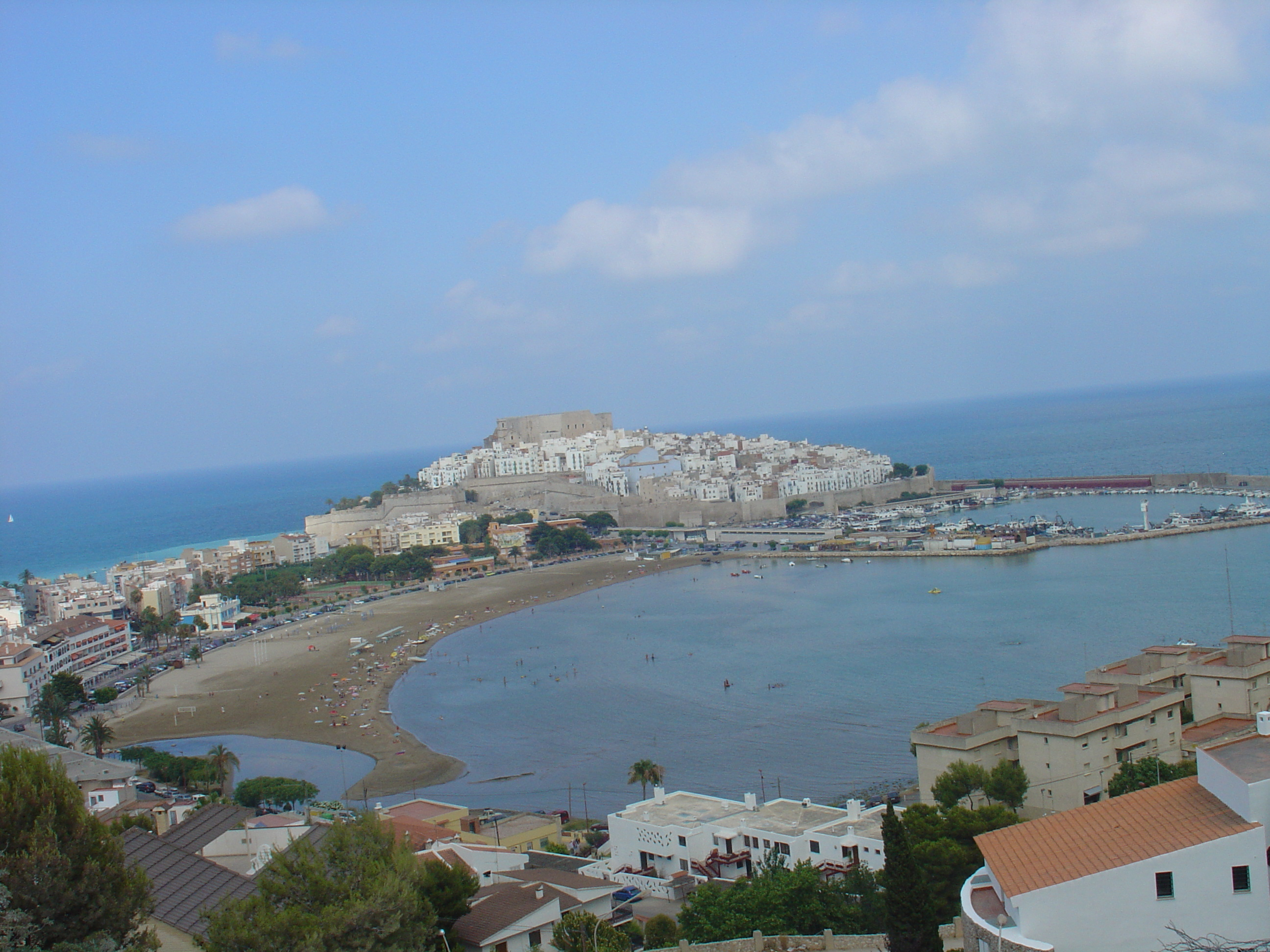
Peníscola/Peñíscola : son château et son port.

Peníscola [pe.'nis.ko.la], en valencien, ou Peñíscola [pe.'ɲis.ko.la], en castillan (dénomination officielle bilingue depuis le 1er juillet 2008), est une commune d'Espagne de la province de Castellón dans la Communauté valencienne. Elle est située dans la comarque du Baix Maestrat et dans la zone à prédominance linguistique valencienne. Depuis 2013, Peníscola appartient à l'association Les Plus Beaux Villages d'Espagne.
À la fin du grand schisme d'Occident, l'antipape Benoît XIII (Pedro de Luna, dit le cardinal d'Aragon), exclu d'Avignon d'où il régnait sur une partie de la chrétienté et qui n'était plus toléré que par l'Aragon, s'y installa et y mourut après 19 années de résistance à Rome.

## Géographie

Localisation de Peníscola
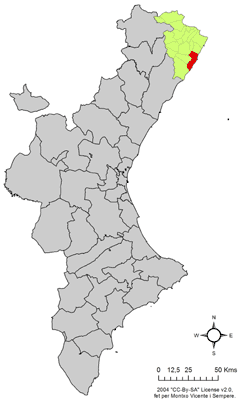
dans la Communauté valencienne.
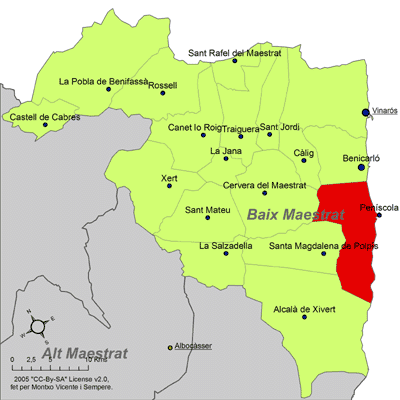
dans la comarque du Baix Maestrat.

La ville se trouve sur une péninsule rocheuse, à l'origine unie à la terre seulement par un isthme de sable, ce qui rendait facile sa défense.
Cet isthme sépare la partie méridionale de la Serra d'Irta de la plaine de Vinaròs. Anciennement, cet isthme se retrouvait une semaine par an recouvert par la mer transformant le rocher en île. Depuis la construction du port, ce phénomène a disparu.
Un autre intérêt de ce site réside dans la présence de sources d'eau douce jaillissant de ce rocher entouré par la mer. Sur le pignon rocheux se dressent ses anciennes fortifications, que domine le château du Pape Luna. La commune possède de vastes plages tant au nord qu'au sud de la péninsule, faisant partie de la Costa del Azahar. Au nord de la ville, les marais de Peñíscola, séparés de la mer par un cordon littoral, sont une zone protégée depuis 2001, réserve pour la faune et la flore. Au sud, la Serra d'Irta (devenue un parc naturel protégé) occupe les deux tiers du territoire, soit 81 km2. On y trouve la Tour de Badum (tour de guet), près de laquelle surgissent du fond de la mer de nombreuses sources d'eau douce. La ville est devenue un site très recherché par les touristes.

### Communes voisines
| Cálig                     | Benicarló        | Mer Méditerranée |
| Cervera del Maestre       | Peníscola        | Mer Méditerranée |
| Santa Magdalena de Pulpis | Alcalà de Xivert | Mer Méditerranée |

### Accès
Peníscola est desservie par la sortie 43 (Benicarló - Peñíscola) de l'autoroute  AP-7 . La route nationale  N-340  passe à proximité. La gare de Benicarló-Peníscola est à 7 km du centre de Peníscola.

### Climat
Peníscola possède un climat méditerranéen avec des températures douces en hiver. La commune jouit de 300 jours d'ensoleillement par an. En été, la chaleur est tempérée par la brise de mer. Les températures moyennes sont de 22 °C à 25 °C en été et de 10 °C en hiver. Les précipitations se produisent surtout en mai et novembre pour une pluviométrie annuelle de 1 000 mm.
| Mois                     | jan. | fév. | mars | avril | mai | juin | jui. | août | sep. | oct. | nov. | déc. |
| ------------------------ | ---- | ---- | ---- | ----- | --- | ---- | ---- | ---- | ---- | ---- | ---- | ---- |
| Température moyenne (°C) | 10   | 10   | 13   | 15    | 18  | 23   | 25   | 25   | 22   | 19   | 14   | 11   |
| Précipitations (mm)      | 34   | 63   | 39   | 73    | 105 | 13   | 12   | 53   | 54   | 46   | 111  | 28   |

## Démographie
| 1857  | 1877  | 1900  | 1910  | 1920  | 1930  | 1940  | 1950  |
| ----- | ----- | ----- | ----- | ----- | ----- | ----- | ----- |
| 2 506 | 2 842 | 3 142 | 3 384 | 2 975 | 3 027 | 2 925 | 2 737 |

| 1960  | 1970  | 1981  | 1990  | 1992  | 1994  | 1996  | 1998  |
| ----- | ----- | ----- | ----- | ----- | ----- | ----- | ----- |
| 2 530 | 2 724 | 3 077 | 3 585 | 3 609 | 4 023 | 3 821 | 4 047 |

| 2000  | 2001  | 2002  | 2004  | 2006  | 2007  | 2008  | 2013  |
| ----- | ----- | ----- | ----- | ----- | ----- | ----- | ----- |
| 4 548 | 4 822 | 5 245 | 5 809 | 6 432 | 6 884 | 7 560 | 8 182 |

| 2016  | 2018  | - | - | - | - | - | - |
| ----- | ----- | - | - | - | - | - | - |
| 7 421 | 7 447 | - | - | - | - | - | - |

| Répartition entre les zones habitées    |             |             |
| Zones habitées                          | Hab. (2007) | Hab. (2008) |
| Peníscola                               | 3 644       | 3 950       |
| Les Talaies                             | 491         | 554         |
| Cerro Mar                               | 1 535       | 1 490       |
| Font Nova                               | 98          | 127         |
| U.R.M.I.                                | 211         | 217         |
| Disséminée                              | 2 279       | 2 521       |
| Source: Institut Nacional d'Estadística |             |             |

### Population immigrante
Selon le recensement de 2007, un tiers de la population de Peníscola (2 284 personnes, soit 33 % de la population totale) est de nationalité étrangère, faisant de cette commune la troisième avec le plus d'étrangers de la province de Castellón, et la seconde de la comarque du Baix Maestrat (après Sant Jordi, avec 35 % de population étrangère).
Parmi les immigrants viennent en tête par leur nombre les maghrébins et ceux d'Europe de l'Est. Le groupe le plus nombreux d'immigrants est formé par les Marocains (362), suivi par celui des Roumains (321). On trouve ensuite des immigrants originaires d'autres pays de l'Union européenne, comme l'Allemagne (246), la France (225), le Royaume-Uni (207), l'Italie (129) ou la Belgique (118). Les nationalités les plus faiblement représentées sont originaires des pays de l'Amérique du Sud, comme le Venezuela (69), l'Argentine (60), le Paraguay (53) et le Brésil (49).

## Administration

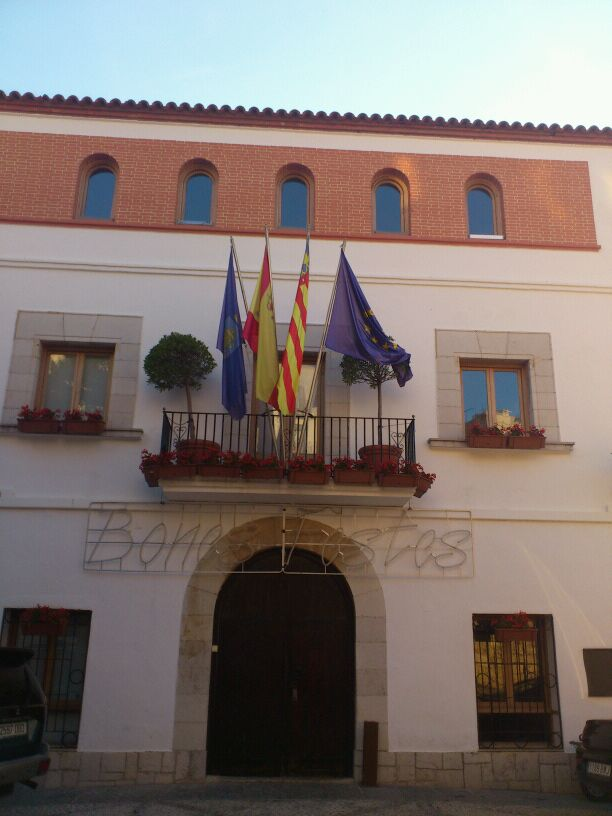
Mairie.

| Liste des maires |                                                                       |             |         |
| Période          | Identité                                                              | Parti       | Qualité |
| 1979-1983        | Ramón Rovira Pauner                                                   | Indépendant | -       |
| 1983-1987        | Rafael Serrat Biosca                                                  | PSPV-PSOE   | -       |
| 1987-1991        | Rafael Serrat Biosca                                                  | PSPV-PSOE   | -       |
| 1991-1995        | Ricardo Albiol Martín                                                 | PP          | -       |
| 1995-1999        | Constantino Simó Martínez / Carlos Caspe Gracia / Ramón Rovira Pauner | PP/UV/ADP   | -       |
| 1999-2003        | Rafael Serrat Biosca / Andrés Martínez Castellà                       | IDP / PP    | -       |
| 2003-2007        | Andrés Martínez Castellà                                              | PP          | -       |
| 2007-2011        | Andrés Martínez Castellà                                              | PP          | -       |
| 2011-2015        | Andrés Martínez Castellà                                              | PP          | -       |
| 2015-2019        | Andrés Martínez Castellà                                              | PP          | -       |
| 2019-            | Andrés Martínez Castellà                                              | PP          | -       |

### Élections municipales de 2019
| Élections municipales de 2019            |                             |                          |                      |                       |
| Parti                                    | Tête de liste               | Nombre de voix           | Pourcentage des voix | Nombre de conseillers |
| PP                                       | Andrés Martínez Castellà    | 1 561                    | 45,09                | 7                     |
| Partit Socialista del País Valencià-PSOE | Isabel Esbrí Navarro        | 727                      | 21,00                | 3                     |
| Compromís per Peníscola                  | Juan Marcos Bayarri Castell | 629                      | 18,17                | 2                     |
| Ciutadans - Partit de la Ciutadania      | Javier Mateu Borràs         | 217                      | 6,27                 | 1                     |
| Autres candidatures                      |                             | 303                      | 8,75                 | 0                     |
| Votes blancs                             | -                           | 25                       | 0,72                 | -                     |
| Total                                    |                             | 3 462 suffrages exprimés | 100                  | 13                    |

## Histoire

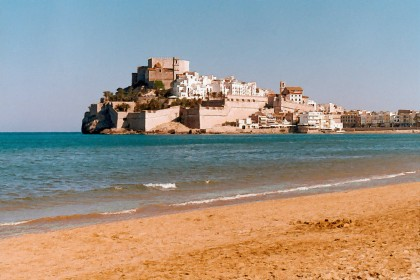
Peníscola/Peñíscola.

On trouve d'abondants vestiges archéologiques dans les environs de la presqu'île, dans les sites de Poaig et Els Barrancs, ce qui confirme la présence dans cette zone d'une population ibérique, ainsi que les contacts entre celle-ci et les marchands phéniciens qui vinrent par la mer aux (VIIe siècle av. J.-C. - VIe siècle av. J.-C.). S'installèrent probablement à Peníscola les Phéniciens venant de Tyr et peu de temps après les Grecs. Plus tard, Peníscola vit arriver les Carthaginois, les Romains, les Byzantins et les Arabes.
Les témoignages écrits les plus anciens sur Peníscola peuvent être trouvés chez Hécatée de Milet (VIe siècle av. J.-C.), Strabon (Ier siècle av. J.-C.) et Avienus (IVe siècle) qui dans leurs descriptions de la côte, mentionnent la cité de Chersonesos, nom que donnèrent les grecs à la ville et dont le sens signifie péninsule.
Peníscola, colonie grecque puis romaine, fut un port important par lequel transitèrent les produits manufacturés (céramique, tissus, armes, etc.) que les colonisateurs échangeaient contre du vin et de l'huile d'olive avec les Ibères qui peuplaient les montagnes de la côte.
Ce sont les Romains, qui traduisirent en latin le nom grec de la cité (suivant les philologues, pene+iscola, « quasi île »), ce qui est à l'origine du toponyme actuel de Peníscola.
Depuis l'an 718, date de la fin de la conquête par Tariq ibn Ziyad, jusqu'en 1233, la cité de Peníscola a vécu sous la domination musulmane. On ne connait que quelques rares détails de cette époque. Les géographes arabes font allusion à Peníscola (qu'ils appelaient Banáskula ou Baniskula par adaptation du toponyme à leur langue) ; ils parlent d'un château inexpugnable près de la mer. Ce château très peuplé, avait des fermes, des cultures, beaucoup d'eau et d'importantes salines. À partir de la forteresse, qui servit de frontière avec la chrétienté, les Arabes pratiquèrent la piraterie sur tout le littoral et réalisèrent des incursions dans le royaume d'Aragon.
Peníscola vit naître des personnages illustres comme le Roi Loup Mohamed ibn abd Allab ibn Sad ibn Mardanis (1124-1172) qui réussit à maintenir un royaume arabe dans le sud-est espagnol face aux envahisseurs africains, ainsi qu'Ali Albata (1198-1222), homme de grande culture, qui intervint dans les négociations avec le roi Jacques Ier d'Aragon.
Après un premier siège infructueux de deux mois en 1225, il fallut attendre l'année 1233 pour que Jacques Ier le Conquérant puisse prendre possession de la ville de Peníscola, retrouvant en même temps la maîtrise sur la mer. Ce fut une conquête pacifique. Après la chute de Burriana en 1233 qui laissa isolés les châtelains arabes du nord, la cité de Peníscola se rendit sans lutte et sous condition de traités qui respectent les lois et coutumes sarrasines. Pour remercier l'évêque de Tortosa pour son aide dans la Reconquête, le roi étendit le territoire de cet évêché. C'est ainsi qu'aujourd'hui Peñíscola, avec quelques autres villages, dépend d'un évêché dont le siège est situé en Catalogne.
Le 22 février 1251, Jacques Ier accorda à la cité une « charte de repeuplement » (Carta Puebla  ou Carta de población), qui enleva aux musulmans tous leurs biens et propriétés qu'il transféra aux nouveaux occupants chrétiens. Cette mesure favorisera l'essor démographique et économique de la ville, inaugurant une ère de prospérité.
En 1294, frère Bérenger de Cardona, qui était le Maître de l'Ordre du Temple en Aragon et en Catalogne convient avec Jacques II d'Aragon l'échange de la ville de Tortosa contre les châteaux de Peníscola, Ares, Coves et autres lieux. C'est donc entre les ans 1294 et 1307 que fut construit l'actuel château Templier sur les restes de l'alcazar arabe. Les promoteurs furent le frère Bérenger de Cardona, et le frère Arnauld de Banyuls, qui était le Commandeur de Peníscola. Leurs deux écus  se retrouvent sculptés sur une frise au-dessus de la porte d'entrée du château ainsi qu'au-dessus de la porte de la basilique. Après la dissolution de l'Ordre du Temple, fut créé en Espagne en 1317 l'Ordre de Montesa pour protéger les terres chrétiennes. Le château de Peñíscola (ainsi que toutes les autres possessions du Temple dans la région du Levant) furent confiés à ce nouvel ordre.

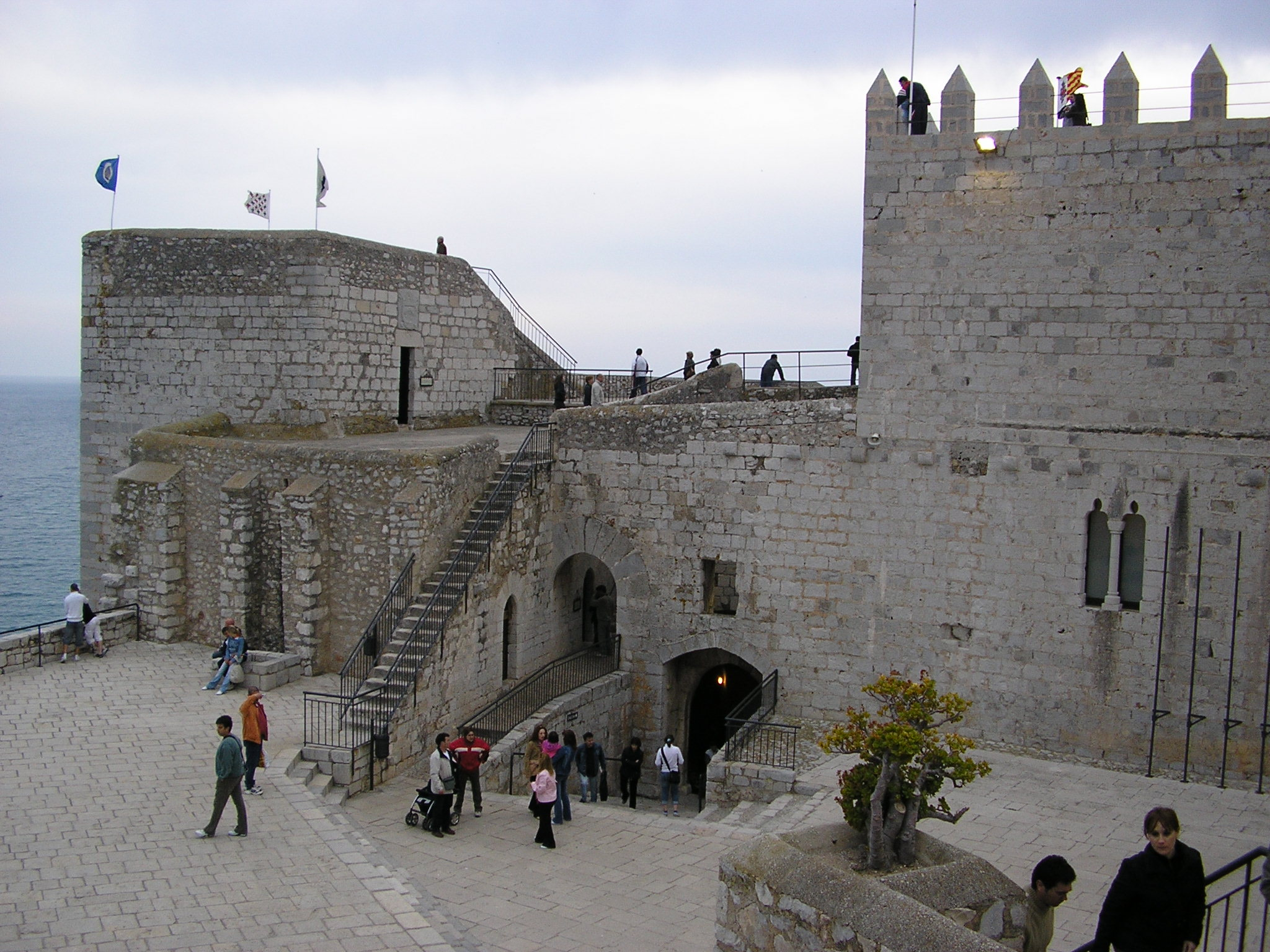
Château : place d'armes.

À cheval sur les XIVe siècle et XVe siècle, le Grand Schisme d'Occident a marqué l'histoire de l'Église avec la présence simultanée de deux Papes. Un d'eux fut l'Aragonais Pedro Martínez de Luna, plus connu sous le nom de Pape Luna. Il succéda à Clément VII comme Pape d'Avignon sous le nom de Benoît XIII, alors que l'autre Pape Boniface IX s'installait à Rome bénéficiant de l'obédience des Anglais, des Allemands et des Italiens. Benoît XIII plaça le château de Peníscola sous la juridiction du Saint-Siège, en le retirant à l'Ordre de Montesa. Destitué, le Pape Luna se réfugia à Peníscola où il entrait le 21 juillet 1411. Il y installa le siège pontifical et il convertit son château en palais et bibliothèque pontificaux tant pour lui que pour son successeur, Clément VIII, l'aragonais Gil Sánchez Muñoz, second Pape de Peníscola. Après la mort de Benoît XIII le 23 mai 1423, Clément VIII fut élu à Peníscola par les partisans du Pape Luna, et gouverna entre 1424 et 1429. Son abdication rapide mit fin au Grand Schisme d'Occident.
En 1520, Diego Hurtado de Mendoza nommé vice-roi de Valence par Charles Ier pour contenir le soulèvement des Germanías, se sentant en danger à Valence, se réfugia d'abord à Gandia, où il fut battu par les agermanados, puis à Denia d'où il embarca pour Peníscola, alors défendu par un petit nombre de personnes. Les agermanados ayant échoué dans leur tentative de prendre Benicarló, se présentèrent devant Peñíscola. Les assiégés furent rejoints par un groupe de 12 hommes amenant par la mer, vivres et munitions. Les agermanados découragés abandonnèrent leur siège.
Avec le vice-roi, on trouvait le duc Juan de Borja et ses fils, le comte de Albaida, le maître de Montesa et d'autres seigneurs. En 1524 furent jugés 11 habitants de Peníscola qui avaient pris le parti des agermanados. En avril 1525, Germaine de Foix alors vice-reine de Valence accorda son pardon aux agermanados de Peníscola.
C'est sous le règne de Philippe II que furent construites les fortifications qui protègent la ville. Ces murailles s'appuient sur d'autres antérieures, tout en englobant certaines d'entre elles. Elles sont l'œuvre de l'architecte italien Juan Bautista Antonelli, sous la direction de Vespasiano de Gonzaga capitán general du royaume de Valence. Le Portal Fosch (Portail Fosch) est daté de 1578; il est attribué à Juan de Herrera architecte de l'Escorial.
En 1641, les galères des Espagnes se sont rassemblées à Peníscola pour forcer le blocus et aller approvisionner Tarragone assiégée par les troupes françaises de Philippe de La Mothe-Houdancourt.
Pendant la guerre de Succession d'Espagne après la mort de Charles II (1700), la place prit le parti de Philippe V et résista héroïquement à un siège de deux ans entre 1705 et 1707 mené par les troupes anglaises qui combattaient pour Charles d'Autriche. En remerciement, Philippe V  attribua à la ville le titre de « Très noble et loyale, très fidèle cité de Peñíscola ».
Les troupes françaises de Napoléon Ier commandées par le maréchal Louis Gabriel Suchet, s'emparèrent de Peníscola ; après 7 jours de bombardement, le gouverneur remit la place au général français Severoli le 4 février 1812. La population se sentant trahie, prépara une conspiration qui fut découverte. Par ordre du général français, ordre accompagné d'une menace de peine de mort, les habitants durent abandonner la ville et s'installèrent dans les jardins ou à la ville voisine de Benicarló. La mainmise française dura jusqu'en 1814. Pendant cette période, les offices religieux eurent lieu à l'ermitage de Sant Antoni. Les troupes espagnoles commandées par le général Elío bombardèrent intensément la ville, causant des dégâts aux fortifications et au château après l'explosion d'une poudrière. Les vieilles maisons de style gothique, proches du château et qui avaient abrité la cour pontificale, ont été soufflées par cette explosion. Les troupes napoléoniennes évacuèrent le château le 25 mai 1814, cédant leur place aux troupes du général Elío. Le dramaturge espagnol Leandro Fernández de Moratín, admirateur des français, était venu se réfugier à Peníscola se croyant à l'abri et a vécu le siège, dont il nous a laissé un récit.
Après le retour de Ferdinand VII en Espagne, les opposants furent incarcérés ; à cette occasion, le château de Peníscola fut utilisé comme prison pour quelques-uns d'entre eux. À la mort de Ferdinand VII, Peníscola n'eut que peu à souffrir des  guerres carlistes. Ramón Cabrera maître de Benicarló, envoya une lettre à Juan Vivas, gouverneur de Peníscola, pour essayer de l'acheter contre 10 000 duros et de le faire basculer de son côté. Juan Vivas lui répondit qu'« il ne pouvait vivre dans l'infamie ». Pendant la seconde guerre carliste, Peníscola dut subir quelques tirs des soldats carlistes.
Au cours du XIXe siècle, on utilisa le château comme caserne.
En 1929, le château fut déclaré monument historique.
Par le décret du 26 octobre 1972, c'est toute la cité de Peníscola qui a été classée conjunto histórico-artístico.
En 1911, le 31 janvier, s'est produite une terrible tempête en mer, d'une intensité rare, qui a emporté 37 pêcheurs de Peníscola. La raison de cette hécatombe tient dans le fait que le mauvais temps a commencé vers midi, alors que les barques étaient déjà au travail en haute mer, et n'ont pu revenir à terre. Cette tempête a duré quatre jours, et a causé de très gros dégâts sur toute la côte méditerranéenne. Cette tragédie a fini de convaincre les autorités de la nécessité de construire un port de pêche, qui a été achevé en 1922. Avant la construction de la jetée, lors des grosses tempêtes, la ville pouvait être coupée de la terre par les vagues.
Pendant la Guerre Civile, le village a eu beaucoup à souffrir de la part des deux camps. On peut rappeler le bombardement par l'aviation italienne, commandée par Bruno Mussolini - fils du dictateur italien Benito Mussolini - le 20 octobre 1937. Finalement le village a été occupé par le Corps d'armée de Galice, la IVe Division de Navarre, le 19 avril 1938.

## Monuments et sites

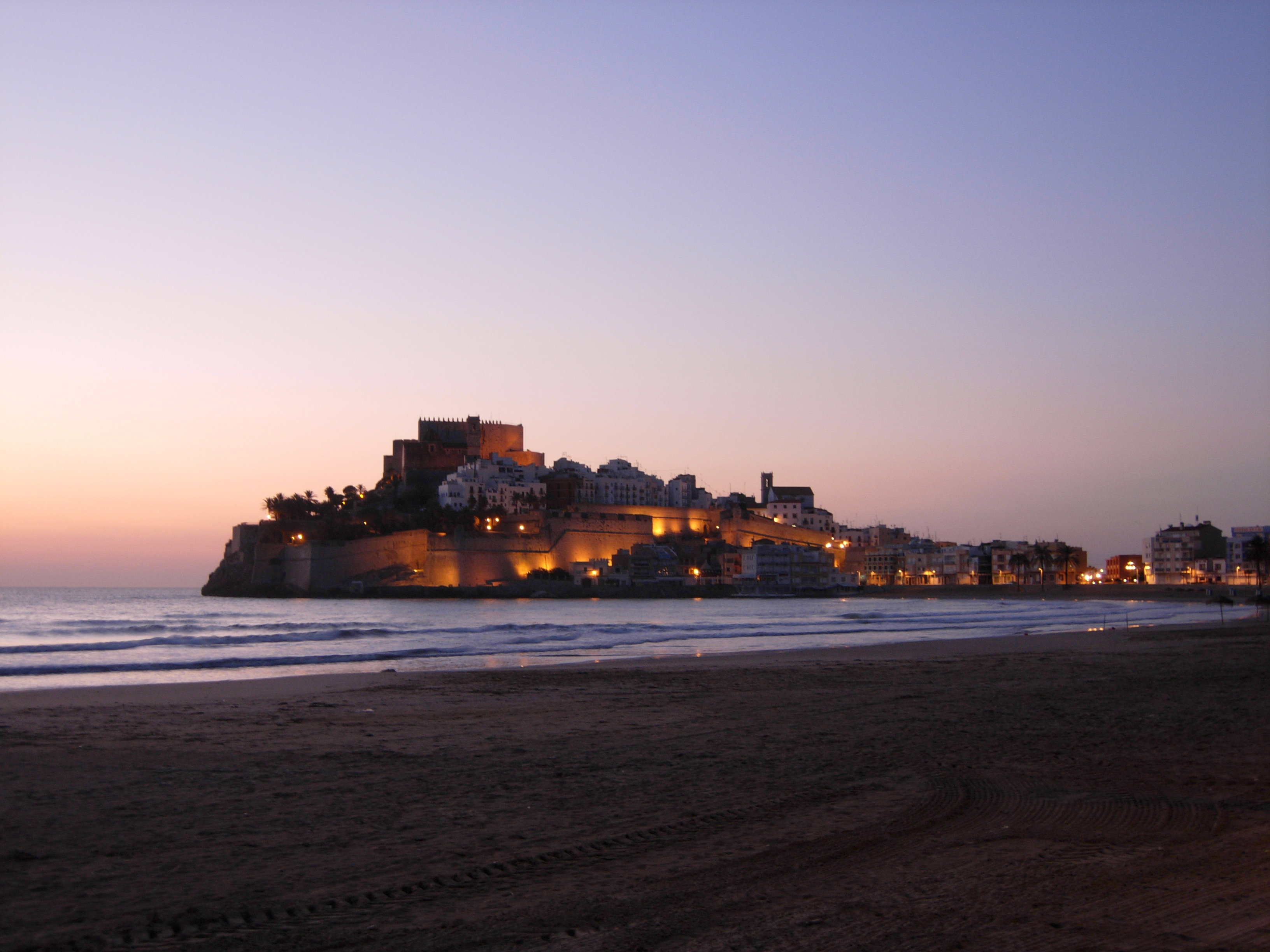
Peníscola/Peñíscola, au lever du jour.

### Monuments religieux
- L'église paroissiale Sainte-Marie (anciennement : église de la Vierge du Secours), avec des traces de gothique du XVe siècle dans une de ses parties et des éléments architecturaux (consoles sculptées) et portail d'influence romane. Le trésor de l'église conserve quelques objets liturgiques précieux : la croix processionnaire et le calice de Benoit XIII, le reliquaire de Clément VIII, la croix processionnaire de Philippe II.
- L'Ermitage de la Mère de Dieu (Ermitorio de la Madre de Dios de Ermitana), à côté du château, dans lequel est conservée la statue de la patronne de la ville. Elle a été construite dans le style baroque valencien par Sancho de Echevarría gouverneur lors du siège de 1705, pour remercier la ville de son comportement et de sa fidélité au roi au cours du siège.
- L'Ermitage de Sant-Antoni (Saint-Antoine) (XVIe siècle). Il est situé dans la montagne d'Irta. Le dimanche après Pâques a lieu dans cet ermitage un pèlerinage qui attire la population du village, très attachée à ce lieu.
- la Chapelle Santa Anna, située dans une impasse au cœur de la vieille ville près de la place de Les Escaseres. D'origine très ancienne, elle a été détruite pendant l'occupation française, puis elle a été reconstruite en 1827. Après la guerre civile, elle a servi de remise pendant plusieurs dizaines d'années, avant d'être réhabilitée.

### Monuments civils
- Le château templier.
- Les fortifications que Philippe II fit construire par l'architecte militaire italien Giovanni Battista Antonelli. Elles furent édifiées entre 1576 et 1578.
- Le "Portal Fosc" (Porte Fosc), baptisé ainsi par Philippe II, est une des trois entrées de Peníscola ; il fut construit en 1578 et on attribue sa conception à l'architecte Juan de Herrera.
- La Porte du Saint-Père ou du Pape Lune (Portal de Sant Pere o del Papa Luna), montre en son centre le blason en pierre de Pedro de Luna. Elle donnait accès à la forteresse depuis la mer, quand les eaux de la Méditerranée arrivaient au pied des murailles et que les barques venaient s'échouer sur la rampe au pied même de cette porte. Elle fut construite sur l'ordre du Pape Luna en 1414.
- Le Parc de l'Artillerie, zone de casemates et poudrières, entourée de jardins.
- La Tour de Badum (ou d'Abadum), tour de vigie du XVIe siècle.
- Le Musée de la Mer (Museu de la Mar), où on peut voir des expositions sur la pêche et la navigation dans la cité depuis l'Antiquité.
- Palais des congrès.

### Sites naturels, plages, port
- Le Parc Naturel de la Sierra d'Irta, réserve pour la faune et la flore.
- Le Bufador, qui est une grande brèche dans les rochers, par où « respire » la mer, les jours de tempête.
- Plage Nord.
- Plage Sud.
- Plage de Pebret.
- Plage du Russe.
- Port

## Enseignement
La ville possède une école primaire (CEIP Jaume Sanz), un institut secondaire (IES Alfred Ayza) tous deux publics, une école privée, le Centre Educatiu « El Peixet », ainsi qu'une école privée de musique et de danse Ciudad de Peñíscola. Il existe également un centre public d'éducation pour adultes Municipal de Peñíscola ainsi que la Universitat Popular, patronnée par la municipalité de Peníscola, qui dispense 25 cours différents pour un total de 1 000 élèves.

## Gastronomie
La gastronomie de Peníscola repose sur la tradition maritime ancestrale de la localité et la richesse de la pêche de long de ses côtes.
Détachons les "All-i-Pebre" (ail et poivre) de baudroie ou les "Polpet" (poulpes), le "suquet de peix" ou "remescló", ainsi que les fruits de mer, dates de mer, "caragols punxents", moules, "caixetes", cigales, etc. Les différents riz associés aux fruits de la mer, l'omniprésente Paella et la "Fideuá", sont également une partie fondamentale de la cuisine de ces terres.L' "olleta" est aussi un plat typique de la région.

## Fêtes locales
- San Antonio Abad. Se célèbre le 17 janvier.
- Carnavales. Se célèbre durant trois jours à la fin de février.
- San Isidro. La fête se célèbre au mois de mai.
- San Pedro. La fête se célèbre à la fin de juin.
- Fiestas Patronales. Se célèbrent à partir de la nuit du 7 septembre, en l'honneur de la patronne de la ville, la Virgen de la Ermitana. Durant ces fêtes, se déroulent les fêtes des Moros y Cristianos.
- Romería a la ermita de San Antonio. Le pèlerinage se réalise le dimanche suivant Pâques.

## Culture
- Au début de l'année est décerné le Prix de la Nouvelle « Ciudad de Peñíscola », dont le jury est composé de membres de la Real Academia Española. Les œuvres présentées sont issues de plus de 20 pays.
- Au début de l'été, se tient à Peníscola le Festival International du Cinéma de Comédie.
- En août a lieu le Festival International de Musique Ancienne et Baroque.
- En septembre, le Cycle de Concerts de Musique Classique est donné dans le Salón Gótico du Château.

## Personnalités liées à la commune
- Benoît XIII (antipape), le "papa luna"
- Muhammad ibn Mardanis, le Roi Loup (1124-1172)
- Jaime Sanz, tailleur qui travailla pour un des tsars de Russie. Il fit fortune et de retour au village, il fonda les premières écoles publiques de Peníscola; celles-ci portent aujourd'hui son nom.
- José Escudé Claramunt, militaire carliste.
- Sancho de Echevarría, gouverneur de la ville pendant le siège de 1705.
- José María Meliá Bernabéu (1885-1974), astronome, écrivain, traducteur, journaliste, décédé à Peníscola.

## Cinéma
Les extérieurs du film Le Cid d'Anthony Mann ont été tournés en 1960 à Peníscola dont les fortifications représentaient les murailles de Valence.
Le film Calabuch de Luis García Berlanga a également été tourné en 1956 à Peníscola.
Le Château a été le lieu de tournage pour la sixième saison de Game of Thrones, figurant ainsi la cité de Meereen, capitale de la mère des dragons : Daenerys Targaryen.

## Caverne de Panissole
La commune française de Lescure-Jaoul dans l'Aveyron possède au bord du Viaur une caverne nommée Panissole, déformation du mot Peníscola. Le rouergat Jean Carrier, fait cardinal par Benoît XIII, avait après la mort de ce dernier, élu pape Bernard Garnier sous le nom de Benoît XIV. Les partisans de cet antipape se réunissaient dans la grotte pour échapper aux persécutions. Le légat du pape chargé de suivre cette affaire, parle dans une lettre d’une caverne nommée Panisculeta, mot transformé ensuite en Panissole.

## Jumelages

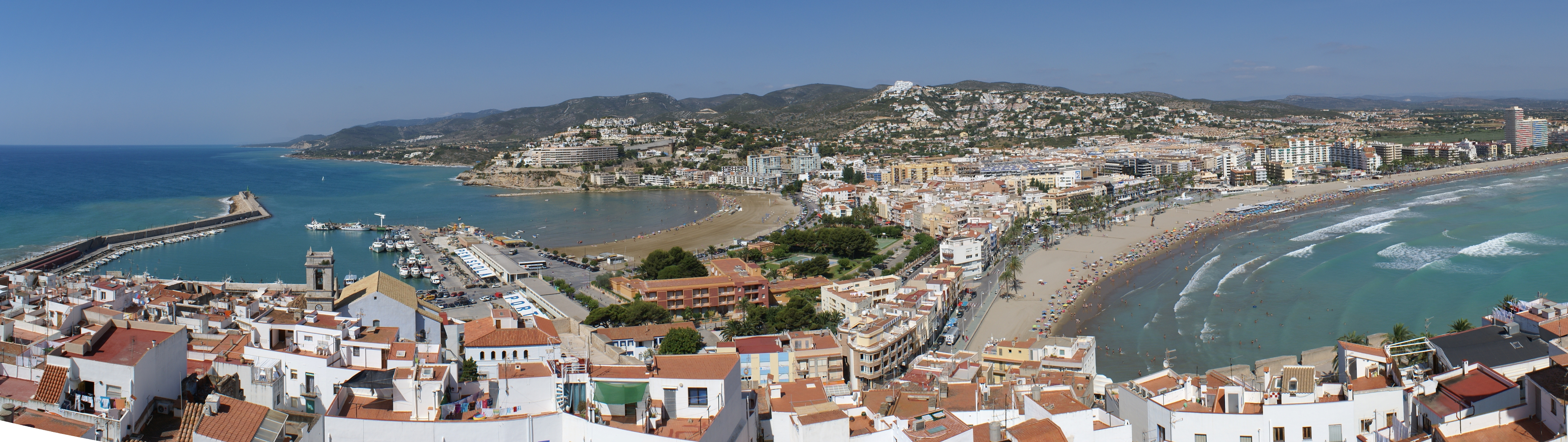
Vue panoramique depuis le Penyal de Peníscola, qui divise la côte en deux parties. À gauche de l'isthme, la plage sud et le port de pêche, à droite la plage nord et la Marjal. Au loin, les montagnes les plus au nord de la serra d'Irta.

| Ville | Ville                  | Pays | Pays    | Période     |
| ----- | ---------------------- | ---- | ------- | ----------- |
|       | Fontarrabie            |      | Espagne | depuis 1997 |
|       | Villeneuve-lès-Avignon |      | France  | depuis 1972 |